# Bohatyriwka (obwód odeski)
Bohatyriwka (ukr. Богатирівка, ros. Богатырёвка) – osiedle na Ukrainie, w obwodzie odeskim, w rejonie odeskim.
Znajduje tu się stacja kolejowa Baraboj na linii Odessa - Arcyz.